# Bothrops jararacussu
La patazeus (Bothrops jararacussu) es una especie de serpiente venenosa del género Bothrops, de la subfamilia de las víboras de foseta. Habita en selvas del centro-este de Sudamérica.

## Taxonomía
Esta especie fue descrita originalmente en el año 1884 por el herpetólogo João Baptista de Lacerda, bajo el mismo nombre científico. La localidad tipo es: «Provincia de Río de Janeiro, Brasil».

## Distribución y hábitat
Habita en los estados del centro y este del Brasil, desde Minas Gerais, Espírito Santo y Bahía, siguiendo por Río de Janeiro, São Paulo, Paraná y Santa Catarina, hasta el norte de Río Grande del Sur. También habita en Bolivia, Paraguay y en el nordeste de la Argentina, con una distribución restringida a las selvas paranaenses de la provincia de Misiones, en el nordeste de la mesopotamia, en ambientes pertenecientes a la ecorregión terrestre selva paranaense.

## La yararacusú en la cultura
En el libro Cuentos de amor de locura y de muerte de Horacio Quiroga, el cuento A la deriva trata sobre la mordedura mortal de una yararacusú.